# Paolo e Virginia
Paolo e Virginia (Paul et Virginie) è un romanzo scritto da Jacques-Henri Bernardin de Saint-Pierre, pubblicato per la prima volta nel 1788. Costituiva il quarto volume degli Études de la nature, la cui prima edizione, nel 1784 in tre volumi, aveva ottenuto grande consenso e interesse. Il romanzo, ispirato alle concezioni sulla natura di Jean Jacques Rousseau, ebbe un immediato successo: venne pubblicato come opera singola con lievi ritocchi nel 1789, quindi in edizione definitiva con un lungo prologo nel 1806, edito da P. Didot l'Ainé.
Il libro venne tradotto nelle principali lingue europee e ispirò un gran numero di opere, pittoriche, musicali, teatrali, già a partire dal 1791, con l'opera lirica di Rodolphe Kreutzer. Fu inoltre considerato un testo basilare per l'educazione di bambini e ragazzi nel XIX secolo, in Francia e in molti Paesi, tra i quali la Russia.

## Trama
L'autore del libro afferma di avere appreso la storia durante un viaggio compiuto all’isola di Mauritius per motivi scientifici nel 1768. Qui aveva incontrato un colono che gli raccontò i fatti avvenuti oltre trent'anni prima e riguardanti il destino di due piccole famiglie, da molto tempo scomparse. Il vecchio signore le aveva assistite con il consiglio e l'intervento in frangenti difficili. La narrazione avviene per bocca di questo testimone, chiamato Vegliardo, e l'autore, che ha visto i luoghi in cui avvenne la tragedia, sostiene di avere messo per iscritto quanto appreso, senza inventare nulla.

### La fanciullezza di Paolo e Virginia

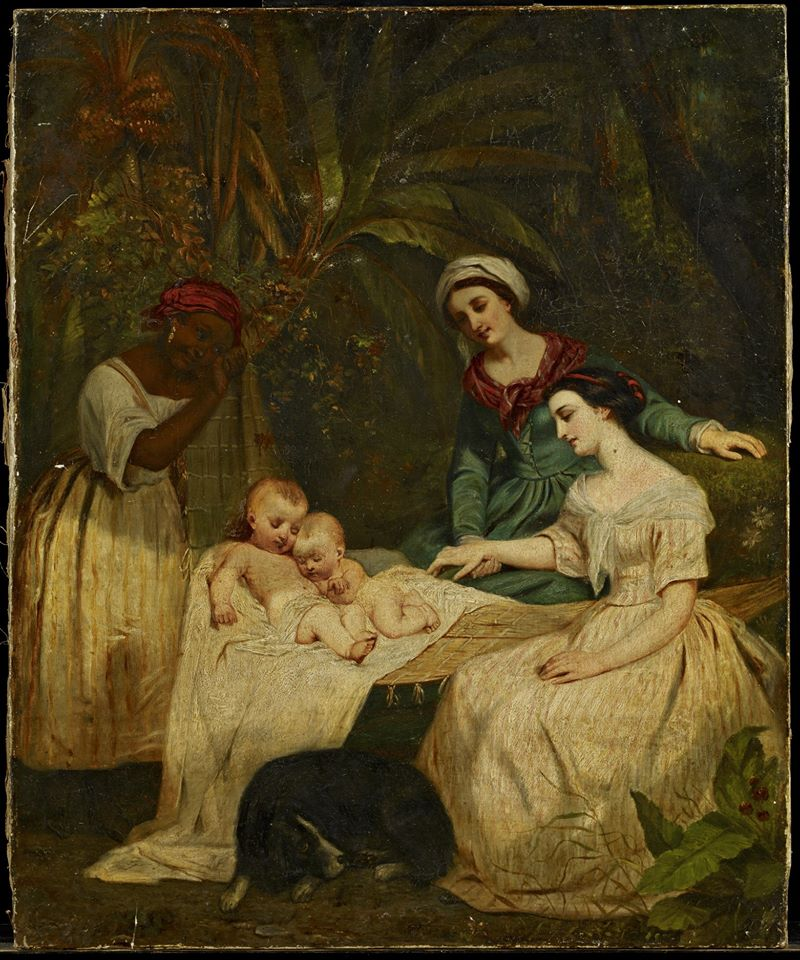
Le madri di Paul e Virginie davanti alla loro culla, dipinto anonimo (da Adèle Ferrand)

Nel 1726, una giovane vedova, volendo stabilirsi in una zona isolata della colonia, fu condotta dal Vegliardo a una conca appartata, dove già aveva la sua capanna Margherita, la mamma di un piccino di nome Paolo. Anche la nuova venuta era incinta e presto avrebbe dato alla luce la sua piccola Virginia. La signora de la Tour, così si chiamava, aveva perduto l'appoggio della sua famiglia, ricca e influente, quando si era sposata senza consenso con un giovane povero e non illustre. Partiti per le colonie, il marito aveva temporaneamente sistemato la donna e si era imbarcato per il Madagascar, in cerca di un po' di fortuna. Perito in un naufragio, aveva lasciato la moglie e il nascituro senza sostentamento. Ma la solidarietà di Margherita e del premuroso vicino avevano dato un asilo a ciascuna delle due famigliole, che potevano condividere in ogni istante l'amicizia e prestarsi reciproco aiuto. Allevarono i loro figli come fratelli e li educarono a volersi bene e non litigare mai. La piccola comunità annoverava anche due schiavi, molto devoti, Domingo e Maria, l'uno di Margherita e l'altra della signora de la Tour.
L'infanzia di Paolo e Virginia trascorse nella povertà e nella partecipazione piena alla vita familiare. Ben presto furono in grado di aiutare in molti lavori, specialmente Paolo, che cresceva sano e robusto. La devozione e la preghiera quotidiana erano momenti di grande pregnanza per tutti loro e la madre di Virginia, unica a saper leggere, li intratteneva con letture bibliche ed evangeliche. Gli anni trascorsero sereni fino a quando i due fanciulli ebbero rispettivamente dodici e tredici anni. Educati al bene, erano piuttosto ignari di pericoli relativamente comuni, e questo li spinse a un'avventura che, per poco, non costò loro la vita.

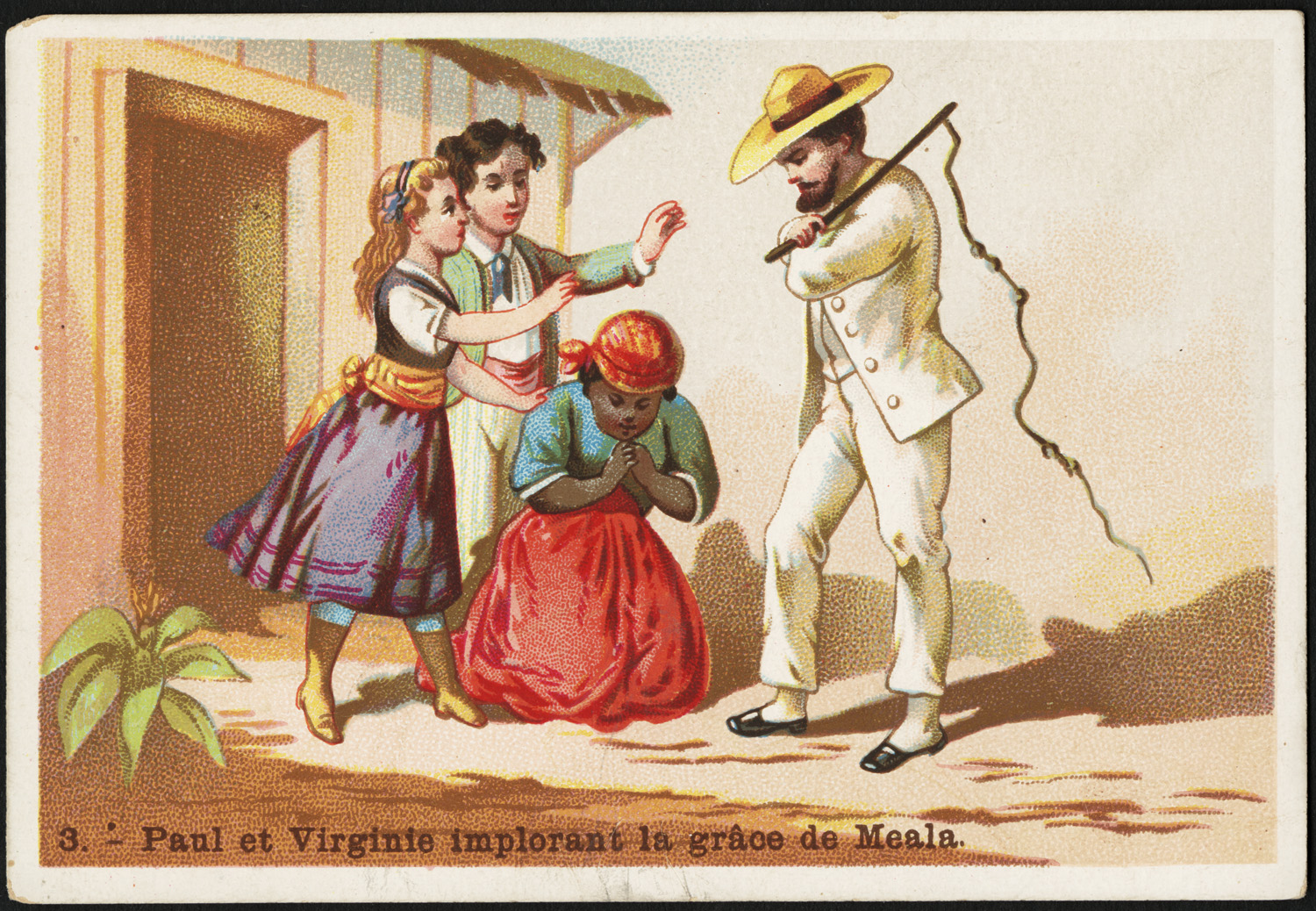
Paolo e Virginia implorano la grazia per una schiava fuggiasca

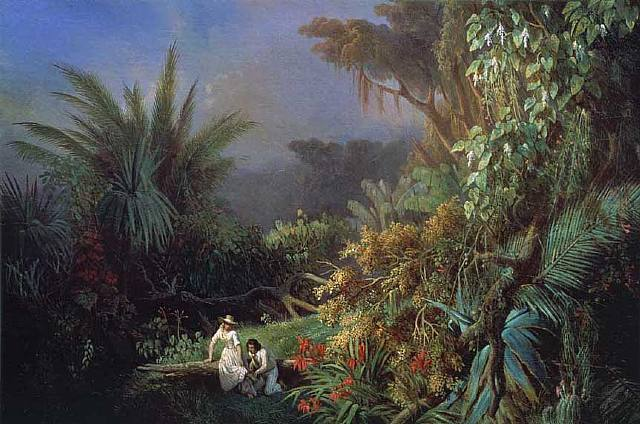
Paul et Virginie, olio su tela di Henri Pierre Léon Pharamond Blanchard, 1844

Una domenica mattina, mentre le loro madri erano in chiesa, si presentò ai due ragazzi una giovane tanto malridotta che essi vollero sapere chi era e cosa le era successo. Appreso che era una schiava fuggita da un padrone crudele e rimasta un mese senza più alcun mezzo di sostentamento, dopo averla sfamata, Virginia si offrì di accompagnarla dal padrone e chiedergli di perdonarla. Paolo andò con loro, ma nessuno fu informato della partenza. Giunti dal terribile proprietario della schiava, i ragazzi ebbero difficoltà a farsi ascoltare, perché essi stessi vestiti poveramente, ma l'aspetto di Virginia ispirò all'uomo l'opportunità di riaccogliere la fuggiasca. I ragazzi cercarono poi di tornare a casa, ma si persero nel tragitto e la notte giunse quando ormai Virginia non poteva più camminare per lo sforzo cui aveva sottoposto i piedi nudi. Paolo la prese sulle spalle, tuttavia non seppero avvicinarsi a luoghi familiari. In questo modo riuscirono a guadare un fiume e quindi si fermarono cibandosi del frutto di una palma.

Virginia comprese di aver causato un grande affanno anche alle madri, non avvertite e sicuramente in pena: si confidò con Paolo che non la volle lasciare sola, nonostante lei lo pregasse di andare a casa ad avvertire i loro cari. Il ragazzo si mise a gridare soccorso, ma gli rispondeva solo l'eco. Quando stavano per rassegnarsi, furono trovati dal loro cane e da Domingo: da tutto il giorno l'uomo li cercava e ora non sapeva come riportarli,tanto era lo sfinimento dei due ragazzi. Un soccorso insperato venne dalla foresta: apparvero vari neri, da tempo fuggiti e che vivevano alla macchia. Sapevano bene cosa era successo. Dissero: 

E così fu. Riportati alle loro angosciatissime mamme, conservarono per sempre la coscienza della difficoltà di compiere il bene e della facilità nel fare il male. E sentirono su di loro la bontà della Provvidenza:

### La separazione

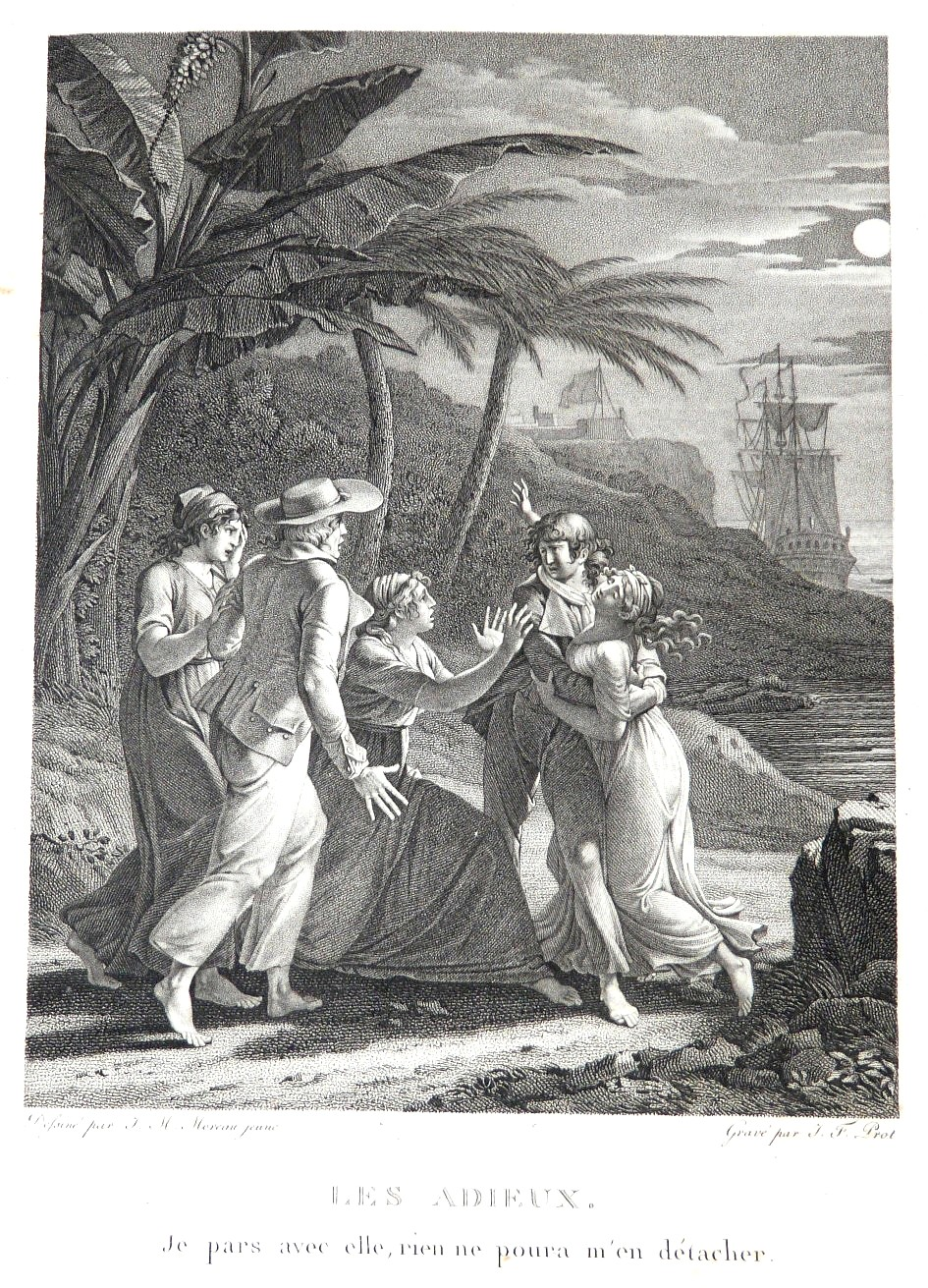
L'addio a Virginia di Jean-Michel Moreau, dall'edizione Didot, 1806

Dal compimento del dodicesimo compleanno, Virginia si accorse di un cambiamento che chiamò dentro di sé il male sconosciuto. Presa da malumori e malinconie inaspettati, si appartava e fuggiva la compagnia di Paolo; rimaneva silenziosa e solitaria fino a quando, mutato il suo stato d'animo, tornava ai giochi e alle tenerezze con l'amato fratello. La questione non sorprese le due madri dei ragazzi e Margherita propose di sposarli insieme, al fine di evitare che avvenisse in segreto e senza preparazione ciò che poteva essere da loro spiegato. La signora de la Tour però pensava che, se poi i due non fossero stati felici in futuro, sarebbero stati prigionieri di un vincolo indissolubile. A indirizzare gli eventi fu una lettera giunta dalla Francia: la ricca zia della signora de la Tour, che aveva ogni volta biasimato la nipote per il suo matrimonio, ora reclamava Virginia per farne la sua erede. Lo scopo di questa parente non era dettato da amore per la nipotina, ma solo dal proposito di non lasciare i suoi beni agli altri parenti, che odiava; pretendeva che Virginia, dimenticando la madre e gli affetti, andasse da lei per ricevere la migliore educazione e poi essere sposata al miglior partito.
Tutti furono costernati dalla richiesta; anche il buon vicino, padrino di entrambi i ragazzi, non vide altro che l'egoismo degli aristocratici francesi e degli uomini in generale, incapaci di comprendere che la mondanità e la ricchezza portano sciagura a chi è incorrotto. Eppure persino il governatore dell'isola, il Signor de la Bourdonnais, aveva ordini tassativi per esigere questa partenza, e la madre della fanciulla si rassegnò al distacco, immaginando di differire il problema adolescenziale che aveva colpito Virginia. La conca si riempì di sarti e mercanti che fecero un sontuoso corredo, arrivarono bauli e suppellettili e tutto ciò che procura il denaro: ma de la Bourdonnais vegliò affinché solo Virginia beneficiasse di tanta abbondanza, sebbene a nessun altro venisse in mente di chiedere qualcosa. Paolo si disperò e Virginia gli promise solennemente che appena possibile sarebbe tornata e che non voleva altri che lui; si sarebbero sposati e avrebbero vissuto degli onesti frutti della terra e della loro fatica. E la partenza fu persino anticipata dal governatore che obbligò Virginia ad imbarcarsi con molte ore di anticipo, a causa del sopraggiungere della marea favorevole.

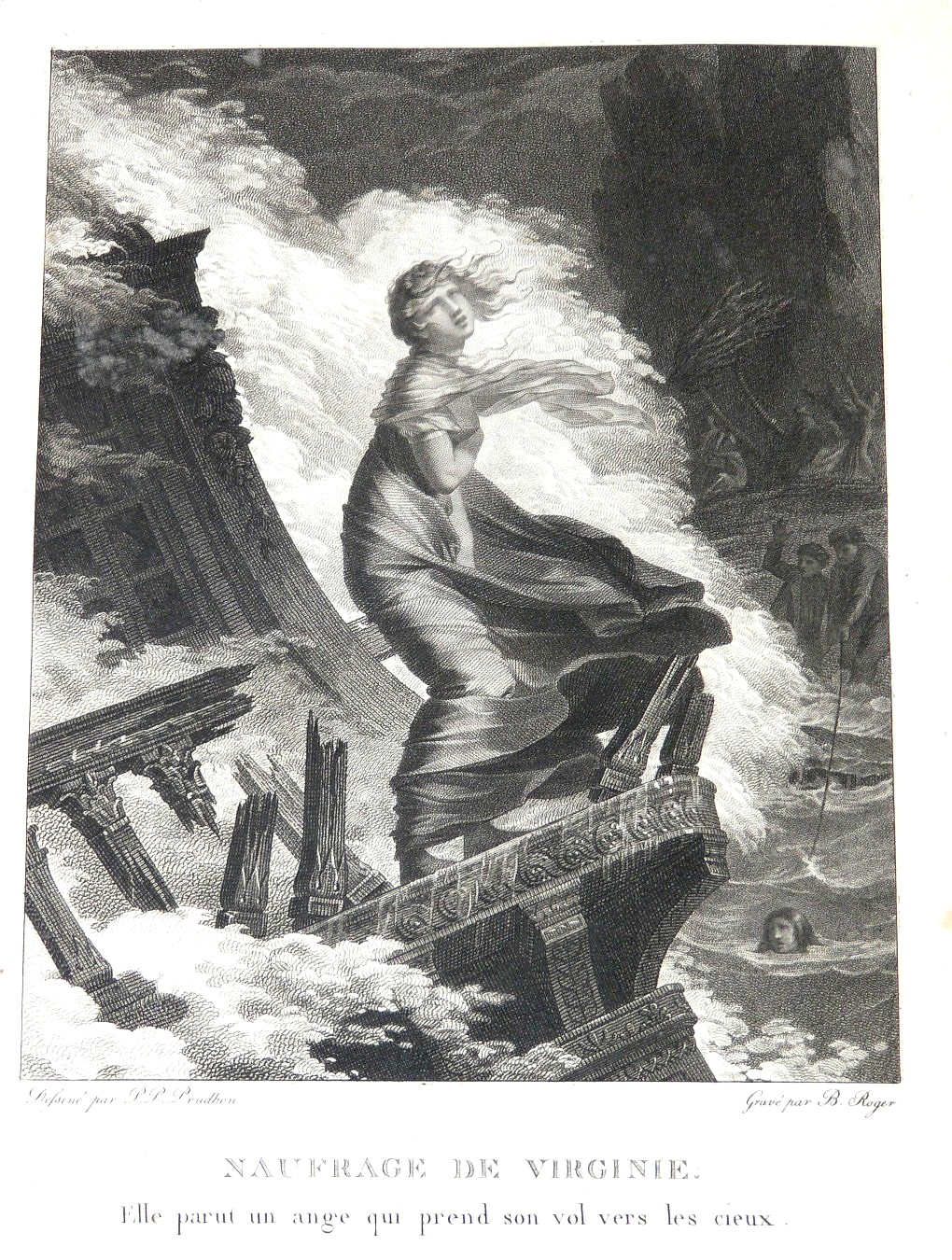
Il naufragio di Pierre-Paul Prud'hon, dall'edizione Didot, 1806

Passò il tempo e dall'Europa non arrivava mai una notizia. Finché, dopo qualche anno, Virginia riuscì a scrivere una lettera che dipingeva la sua vita infelice. Chiusa in convento, dove era costantemente sorvegliata, aveva capito l'importanza di apprendere la scrittura e aveva più volte tentato di raggiungere con questo mezzo i suoi cari. Ma le lettere erano state passate alla tirannica zia. Ora ci riprovava, con l'aiuto di un'amica conosciuta nella scuola del convento. Diceva di volersi liberare dalla nuova condizione, per quanto si sentisse impotente: persino il nome di suo padre non era stato ammesso e doveva rassegnarsi a portare il nome materno, perché nobile. Tutto ciò che lei era stata ora non contava nulla; non poteva amare la zia, che del resto non la amava e voleva che scomparisse la selvaggia venuta dalle colonie, per creare una signorina piena di artifici e affettazioni.
Sconvolto dalla missiva, Paolo si confidò con il vicino e gli espose una serie di piani per raggiungere Virginia in Europa, sposarla e portarla con sé nel luogo che entrambi amavano. Ma il vicino disilluse Paolo su ogni punto che il ragazzo gli esponeva: egli non aveva denaro, scarse possibilità di accumularne e meno ancora con il tempo che stringeva; inoltre Paolo era senza padre e non poteva dare a Virginia un nome degno di lei, almeno per l'ambiente francese. Paolo sapeva di essere un figlio illegittimo, ma sino allora non aveva dovuto soffrire per questo. Inutilmente si arrovellò: rischiava, con le azioni che immaginava di poter effettuare, di abbandonare le sue due madri e i due fedeli schiavi, ormai logorati dalle fatiche. Se lui non rimaneva a sostenerli, la loro sorte sarebbe stata rovinosa. Fu allora che una nave segnalò il suo arrivo: si trattava del Saint-Géran, fermo in alto mare, ma impossibilitato a prendere terra per il maltempo. Al porto era arrivato un ufficiale chiedendo soccorso e portando lettere; una veniva da parte di Virginia e informava che la ragazza era scappata dalla Francia, dopo aver rifiutato un ricco matrimonio ed essere stata diseredata dalla zia. Ciò appreso, Paolo corse dal vicino e insieme andarono sulla riva dell'oceano, attendendo gli eventi. Vedevano il Saint-Géran, udivano le cannonate di richiesta di soccorso. Quando la grossa nave tentò di passare tra la costa e la vicina Isola d'Ambra, l'uragano si abbatté su di essa e la travolse, mandandola a fracassarsi sugli scogli. Pochi si salvarono gettandosi in mare: Paolo e il vicino videro sul ponte Virginia vestita di bianco inabissarsi con il vascello e inutilmente l'amico, pazzo di dolore, tentò di raggiungerla in mare.

### La fine

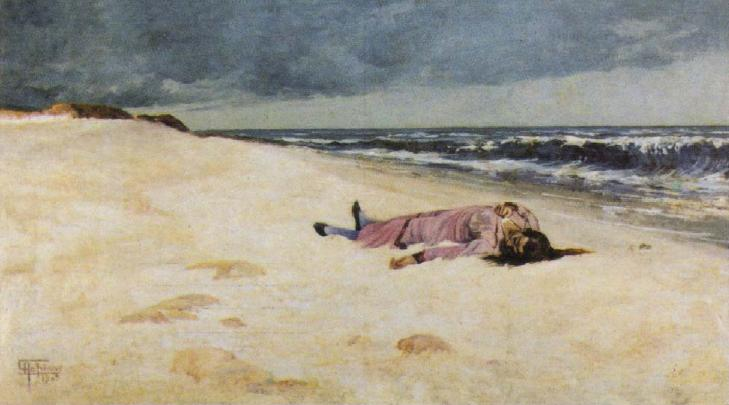
Morte di Virginia, olio su tela di Antônio Parreiras

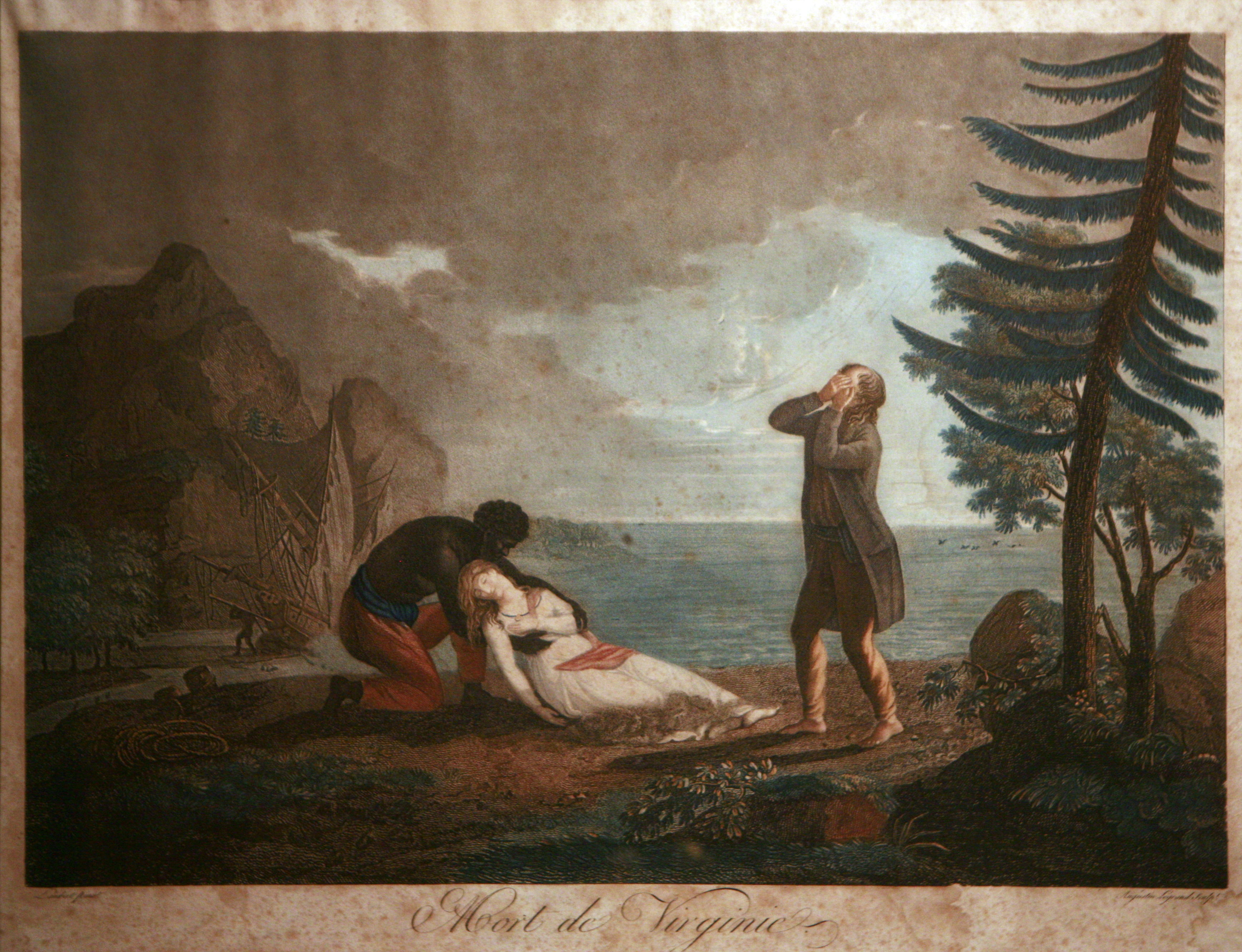
La morte di Virginia, olio su tela di Augustin Claude Simon Legrand, XIX secolo

Molte furono le vittime del naufragio, ma il racconto del vegliardo si concentra sulla fine di Virginia. Il dolore aveva ridotto in fin di vita Paolo e lo si dovette curare in una capanna, prima di riportarlo a casa. Il corpo della fanciulla fu affidato a chi lo compose, poi, per ordine del governatore de la Bourdonnais, fu collocato nella chiesa delle Pampelimose, dove fu sepolto dopo solenni funerali, ai quali partecipò con cordoglio l'intera popolazione dell'isola.
Il governatore, inorridito dai comportamenti della crudele zia, tentò ogni forma di aiuto alle persone restanti e offrì a Paolo un futuro in Francia, che gli avrebbe recato decoro e onore. Ma il ragazzo era distrutto dagli eventi e voleva solo morire; a nulla servirono le premure del suo padrino e vicino. Sopravvisse due mesi alla scomparsa della sua amata e otto giorni dopo anche Margherita, sua madre, lo seguì. Ancora un mese, e la signora de la Tour si abbandonò alla morte, mentre i vecchi Maria e Domingo, curati in casa del governatore, non resistettero a lungo. Nei trent'anni seguenti, la devozione del vicino alle persone amate non venne mai meno ed egli custodì i ricordi di quelle vite, come le capanne e i siti dove Paolo e Virginia erano soliti giocare o parlarsi. Ma fu confermato nelle sue idee di solitario ed evitò gli uomini, pur mantenendosi gentile, perché aveva sempre pensato che la vita ritirata in un luogo lontano e incontaminato preserva dall'egoismo e dalla corruzione delle società d'Europa, e di Francia in modo particolare.

## Personaggi
In tutte le versioni in italiano sono tradotti anche i nomi e solo l'edizione del 1996 presenta quelli originali, innestati sulla traduzione di U. Fracchia (1930).

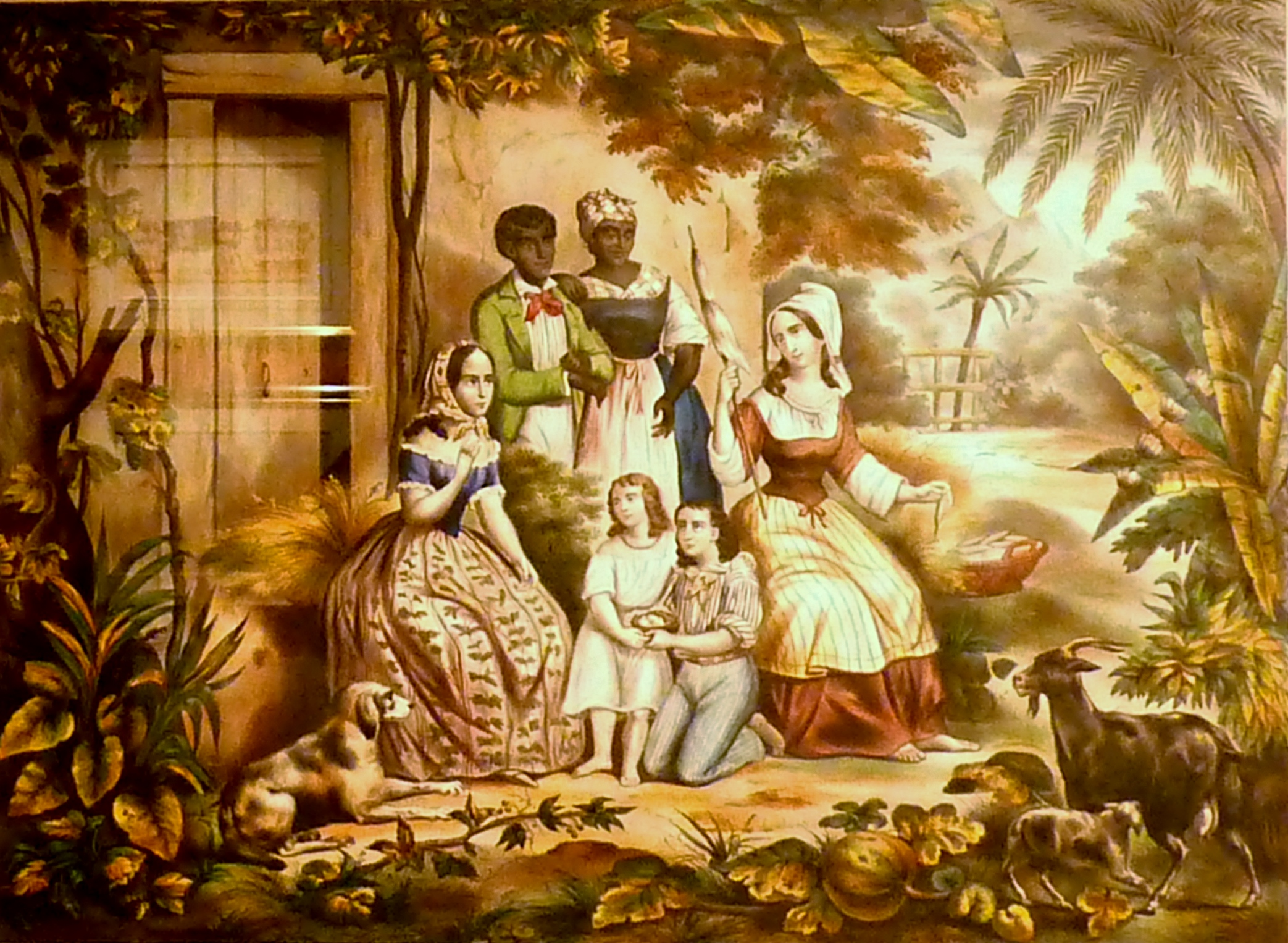
L'infanzia di Paul e Virginie, dipinto anonimo, fine XVIII secolo, Museo della Compagnia delle Indie, Mauritius

- Il Vegliardo (le Vieillard), è il narratore e testimone della vicenda. Piuttosto misantropo, vive a poca distanza dalle capanne dei protagonisti e sopravvive circa trent'anni a tutti loro.
- Margherita (Marguerite), giovane proveniente dalla Bretagna, madre nubile di un maschietto. Si è allontanata spontaneamente dalla famiglia contadina in cui è nata, perché vuole celare il suo disonore.
- Signora de la Tour (Madame de la Tour), giovane vedova di un marito povero e plebeo, è stata ripudiata dalla famiglia che non ha approvato il suo matrimonio. Ha una bambina e vive accanto a Margherita.
- Paolo (Paul), figlio di Margherita, è nato tra il 1725 e il 1726; ha occhi nerissimi, addolciti da lunghe ciglia.
- Virginia (Virginie), figlia della signora de la Tour, nata tra il 1726 e il 1727; bionda con grandi occhi azzurri.
- Domingo, fedele schiavo nero di Margherita.
- Maria, altrettanto fedele schiava nera della signora de la Tour.
- Signor de la Bourdonnais, governatore dell'isola Mauritius dal 1735.
- Zia della signora de la Tour, vive in Francia e svolge un ruolo nefasto nell'ultima parte della vicenda.

## Omaggi letterari
Nel 1832, George Sand, nel suo romanzo Indiana, che narra la storia di una giovane creola emigrata in Francia, i riferimenti a Paolo e Virginia sono presenti nell'interezza della narrazione:
(Indiana, parte prima, cap. 4.)
e più oltre, nella descrizione della stanza di Indiana:
(Indiana, parte prima, cap. 7)
Ed infine, nell'ultimo capitolo:
(Indiana, parte quarta, cap.30)
Honoré de Balzac, nel romanzo Il curato del villaggio (1841), fa incontrare il protagonista con Véronique, che acquista Paul et Virginie. I genitori le consigliano di mostrarlo al curato per un'approvazione:
(H. de Balzac, Le curèé du village)
Leconte de Lisle, in Sacatove (uno dei Contes en prose del 1846 pubblicati postumi), dedica l'incipit al romanzo di Bernardin de Saint-Pierre:
(Sacatove, incipit)
Alphonse de Lamartine, nel suo romanzo Graziella del 1852, affida un ruolo centrale alla lettura di Paul et Virginie da parte del protagonista: nel capitolo 3 si legge:
(Graziella, cap. 3 (trad. di Claudia Mondaini, Rizzoli, 1954))
E più oltre, al capitolo 12:
(Graziella, cap. 12 (trad. di Claudia Mondaini, Rizzoli, 1954))
Charles Dickens fa parlare due personaggi in La piccola Dorrit (1855-1857); a una affermazione di Clennam la signora Finching risponde: 
Gustave Flaubert, nel capitolo VI di Madame Bovary (1857), mostra la giovinetta Emma in collegio, dedita alla lettura di questo libro: 
(Madame Bovary, cap. VI (trad. di Gabriella Pesca Collina))
Nel 1877, Flaubert, nel primo dei Tre racconti, Un cuore semplice, chiama con i nomi di Paul e Virginie (con riferimento al romanzo di Bernardin de Saint-Pierre) i due bambini di M.me Aubin, presso cui la protagonista Félicité fa la domestica.
Ivan Sergeevič Turgenev, nel romanzo Rudin del 1857, attraverso le confidenze di un uomo e una donna, fa dire al primo:
Guy de Maupassant, nella seconda parte del romanzo Bel Ami (1885), riceve Madeleine Forestier 
David Herbert Lawrence, in Donne innamorate, (Women in Love, 1920), inserisce nel capitolo XI un dialogo tra due personaggi (Birkin e Ursula), che hanno fatto una gita insieme, alcuni paragoni tra loro e Paul e Virginie:
'Yes, one could have lovely Watteau picnics here,' cried Ursula with enthusiasm.
His face darkened.
'I don't want Watteau picnics here,' he said.
'Only your Virginie,' she laughed.
'Virginie enough,' he smiled wryly. 'No, I don't want her either.'»
E Ursula, entusiasta: Certo, si potrebbe fare un picnic alla Watteau, qui!
Il viso di lui si rabbuiò.
Io non so che farmene dei picnic, disse.
Solo la sua Virginia! rise lei.
Ne ho abbastanza di Virginia, rispose imbronciato, non voglio neanche lei.»
(Women in Love, cap. XI)
Alejo Carpentier ne Il regno di questo mondo del 1949 rievoca un soggiorno a Santo Domingo di Paolina Bonaparte e la dipinge immersa nel fascino del romanzo di Bernardin de Saint-Pierre:
Jorge Luis Borges, nell'ultimo racconto della sua raccolta Finzioni, intitolato Il Sud e inserito nell'edizione del 1956, descrive il ricordo che la vista di un modesto spaccio ha sul protagonista:
ese color violento. Algo en su pobre arquitectura le recordó un grabado en acero, acaso de
una vieja edición de Pablo y Virginia.»
(Ficciones, El sur)

### Riscritture e parodie
Lo scrittore inglese William Hurrell Mallock pubblica nel 1878 il romanzo satirico e distopico The New Paul and Virginia, or Positivism on an Island, ispirato dalla lettura del libro di Bernardin de Saint-Pierre. Il libro si avvale di una situazione tratta in apparenza dal romanzo di Bernardin de Saint-Pierre (naufragio, solitudine dei protagonisti su una costa), ma lo scopo dell'autore è di polemizzare con filosofi positivisti e atei, quali John Tyndall, Thomas Henry Huxley e William Kingdon Clifford.
Carlo Collodi pubblica nel 1863 Paolo e Virginia. Romanzo da tasca, sulla rivista Il Lampione e sulla Gazzetta del Popolo. In seguito, con il titolo L'amore sul tetto, il testo sarà inserito nella raccolta Macchiette (1880). I due giovanissimi protagonisti arrivano a sposarsi contro il parere delle famiglie, ma poi non resistono alla vita di stenti cui sono destinati e Virginia trova più salutare andarsene con un uomo facoltoso.
Auguste de Villiers de L'Isle-Adam intitola Virginie et Paul uno dei suoi Racconti crudeli (Contes cruels, 1883), ambientando la storia nel giardino di un collegio femminile francese di fine XIX secolo. I due quindicenni, cugini e già fidanzati dalle famiglie, non fanno che parlare di denaro, per le piccole spese del presente e per l'avvenire da adulti.
Lo scrittore italiano Guido Gozzano compone una poesia, intitolata Paolo e Virginia, e la pubblica ne I colloqui, 1911.
Jean Cocteau e Raymond Radiguet scrissero nel 1920 il libretto dell'opera buffa Paul et Virginie per il compositore Erik Satie. La realizzazione della parte musicale è rimasta incompiuta. Il testo del libretto è stato pubblicato nel 1973.
La scrittrice mauriziana Natasha Soobramanien pubblica nel 2012 Genie and Paul, un romanzo ambientato ai nostri giorni, che rovescia la storia dei due giovinetti e polemizza con il loro autore. In questo libro Genie (Virginia) e Paul sono fratellastri e hanno esperienze di droga e disagio giovanile.

## Opere derivate

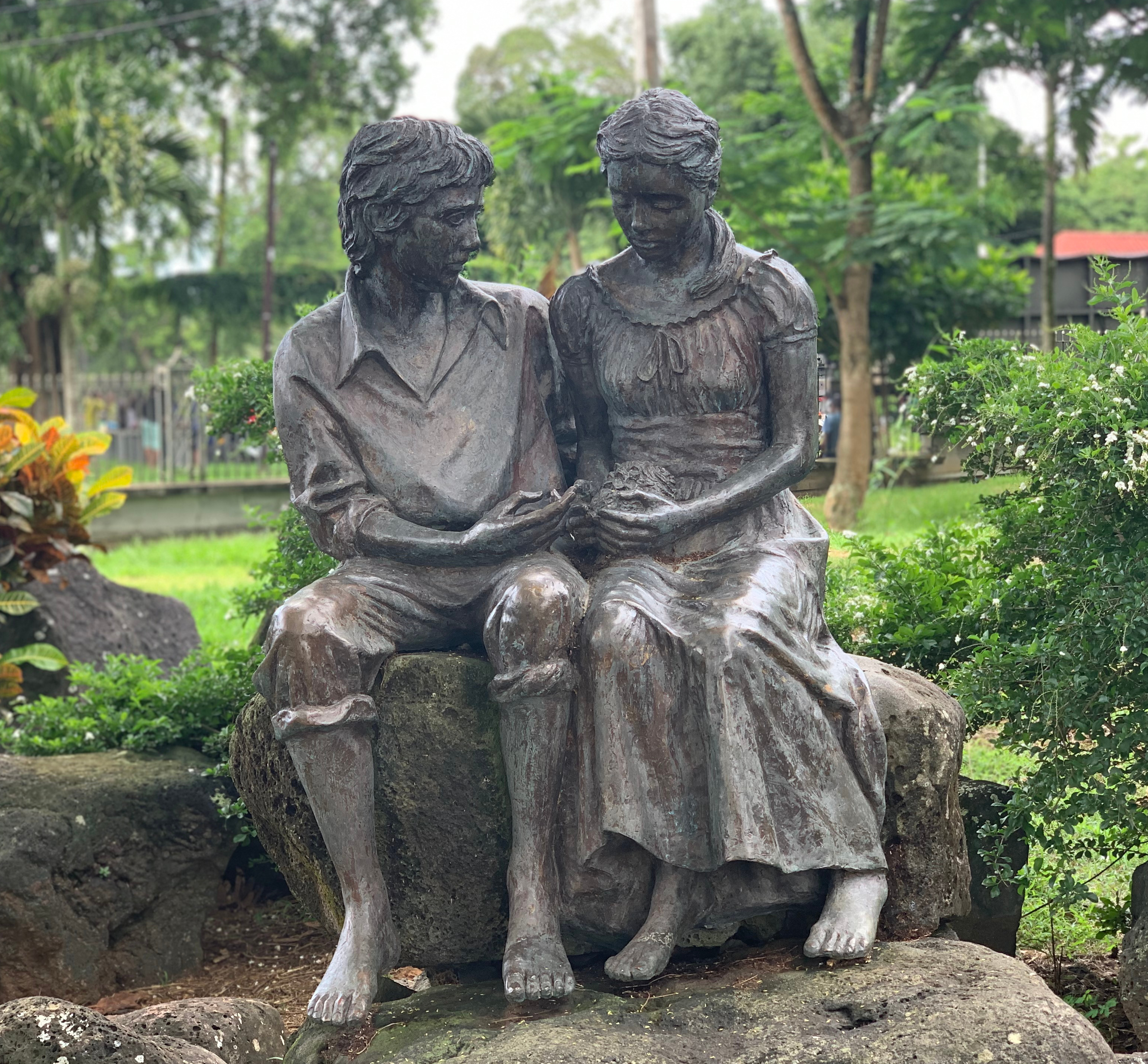
Statua di Paul e Virginie, giardino della chiesa di San Francesco d'Assisi di Pamplemousses (Mauritius)

### Cinema e televisione
- 1910: Paul and Virginia, cortometraggio con Frank Hall Crane (Paul) e Violet Heming (Virginia);[26]
- 1912: Paul and Virginia, cortometraggio con Jack Hopkins (Paul) e Louise Vale (Virginia).[27]
- 1924: Paul et Virginie, film francese diretto da Robert Péguy;[28]
- 1924: Paulo e Virgínia, film brasiliano, diretto da Francisco de Almeida Fleming;[29]
- 1974: Paul et Virginie, serie televisiva francese diretta da Pierre Gaspard-Huit, con Pierre-François Pistorio (Paul) e Véronique Jannot (Virginie de la Tour);[30]
- 1975: Pablo y Virginia, telefilm venezuelano, diretto da José Antonio Ferrara;[31]

### Fumetti
- Paul et Virginie, fumetto della scrittrice mauriziana Shenaz Patel pubblicato nel 2015.[32]

### Musica
- 1791: Paul et Virginie: Opéra-Comique in 3 atti su libretto di Edmond de Favières, musica di Rodolphe Kreutzer;[33]
- 1794: Paul et Virginie, ou Le Triomphe de la vertu, dramma lirico in 3 atti, su libretto di Alphonse du Congé Dubreuil, musica di Jean-François Lesueur;[34]
- 1857: Paolo e Virginia, duo per violino e clarinetto con accompagnamento di pianoforte di Amilcare Ponchielli;[35]
- 1876: Paul et Virginie, opera in 3 atti, libretto di Jules Barbier e Michel Carré, musica di Victor Massé;[36]
- 1922: Musica di scena di Henri Rabaud, per Paul et Virginie, pièce teatrale di Edmond Guiraud;[37]
- 1930: Paolo e Virginia, poema sinfonico del compositore Italo Montemezzi ((1875-1952).[38]
- 1935: Paolo e Virginia, melodramma in un atto e tre quadri su libretto di Mario Ghisalberti; musica di Gianandrea Gavazzeni;[39]
- 1973: Redeviens Virginie, canzone scritta e interpretata da Jean-Jacques Debout;[40]
- 1985: Virginie Roman d'Amour; canzone interpretata da Céline Dion nell'album C'est pour toi; già proposta nel 1984 con il titolo Paul et Virginie, nell'album Les oiseaux du bonheur; autori: Marnay, Thierry Geoffroy, Christian Loigerot;,[41]
- 1992: Paul et Virginie, musical di Jean-Jacques Debout.[42]

## Edizioni in italiano
- Paolo e Virginia versione italiana di J.F.C. Blanvillain, Baglioni, Venezia, 1791.
- Paolo e Virginia ossia i figli dell'infortunio, Traduzione dal francese, Zatta, Venezia, 1801.
- Paolo e Virginia: Celebre romanzo sentimentale, nuovamente tradotto da Epaminonda Provaglio, Casa Ed. G. Nerbini, Firenze, 1908 (E. Ducci).
- Paolo e Virginia: racconto, ridotto dal francese da Luigi di San Giusto, Paravia, Torino, 191?.
- Paolo e Virginia, disegni del pittore Ezio Castellucci, Adriano Salani, Firenze, 1925.
- Paolo e Virginia, traduzione dal francese di Milly Dandolo, Treves, Milano, 1930.
- Paolo e Virginia, versione e prefazione di Alfredo Fabietti, Vallecchi, Firenze, 1931.
- Paolo e Virginia, traduzione di Umberto Fracchia, A. Mondadori, Milano-Verona, stampa 1931.
- Paolo e Virginia, J. H. Bernardin de Saint-Pierre; traduzione di Umberto Fracchia; Atala. Renato. Le avventure dell'ultimo Abenceragio, Chateaubriand; traduzione di Massimo Bontempelli; in Biblioteca romantica, diretta da Giuseppe Antonio Borgese; A. Mondadori, Milano 1932
- Paolo e Virginia, introduzione e traduzione di Gerolamo Bottoni, C. Signorelli, Milano, 1933,
- Paolo e Virginia: romanzo, traduzione integrale di Anna Maria Guarnieri, Geos, Roma-Milano, stampa 1944.
- Paolo e Virginia, traduzione di Umberto Fracchia; introduzione di Attilio Borgognoni, A. Mondadori, Milano, 1953.
- Paolo e Virginia, traduzione di Ferdinando Palazzi; illustrazioni di Maurizio Leloir, G. Principato, Milano-Messina, 1956.
- Paul e Virginie, J. H. Bernardin de Saint-Pierre; traduzione di Umberto Fracchia; introduzione di Rosa Castellaro, A. Mondadori, Milano 1996